# 182. rezervní divize (Wehrmacht)
182. rezervní divize (německy 182. Reserve-Division) byla pěší divize německé armády (Wehrmacht) za druhé světové války.

## Historie
Divize byla založena 26. listopadu 1942 v okupované Francii. Při vylodění Spojenců v Normandii v létě 1944 byla divize kompletně zničena.
V říjnu 1944 vznikla na Slovensku nová 182. rezervní divize. 1. dubna 1945 byla 182. rezervní divize přeskupena a přejmenována na 182. pěší divizi.